# 勇男橋
22°41′40″N 121°00′58″E / 22.694525°N 121.016126°E
勇男橋為臺灣臺東縣跨越知本溪的橋樑之一，由臺東縣政府向交通部公路總局申請補助建設並管理。

## 簡介
興建勇男橋之前，知本溫泉區僅能以溫泉橋作為主要聯外道路；而以往遭逢豪大雨，知本溪水暴漲，溫泉橋就會封橋。因此，為改善知本溫泉區每逢豪大雨就有被封路、封橋的風險，也可與鄰近的溫泉橋搭配為環狀交通網，以紓解知本溫泉區交通壅塞問題，故計畫另闢新的聯外道路與橋梁。
臺東縣政府斥資新臺幣2.2億元興建新橋，並編列新臺幣4500萬元興建預算，以鋪設引道來興建聯外道路。全部工程已於2011年11月動工，歷時1年多，2014年7月完工通車。新橋則命名「勇男橋」，其橋名取自中華郵政郵務士溫勇男，是為紀念1973年（民國62年）10月於娜拉颱風襲台期間，為了保護郵包不讓信件而遭暴漲的知本溪沖走，因此殉職。現今，在知本當地有各界為他建造紀念碑及塑像，則立於知本溪右岸的忠義堂前。

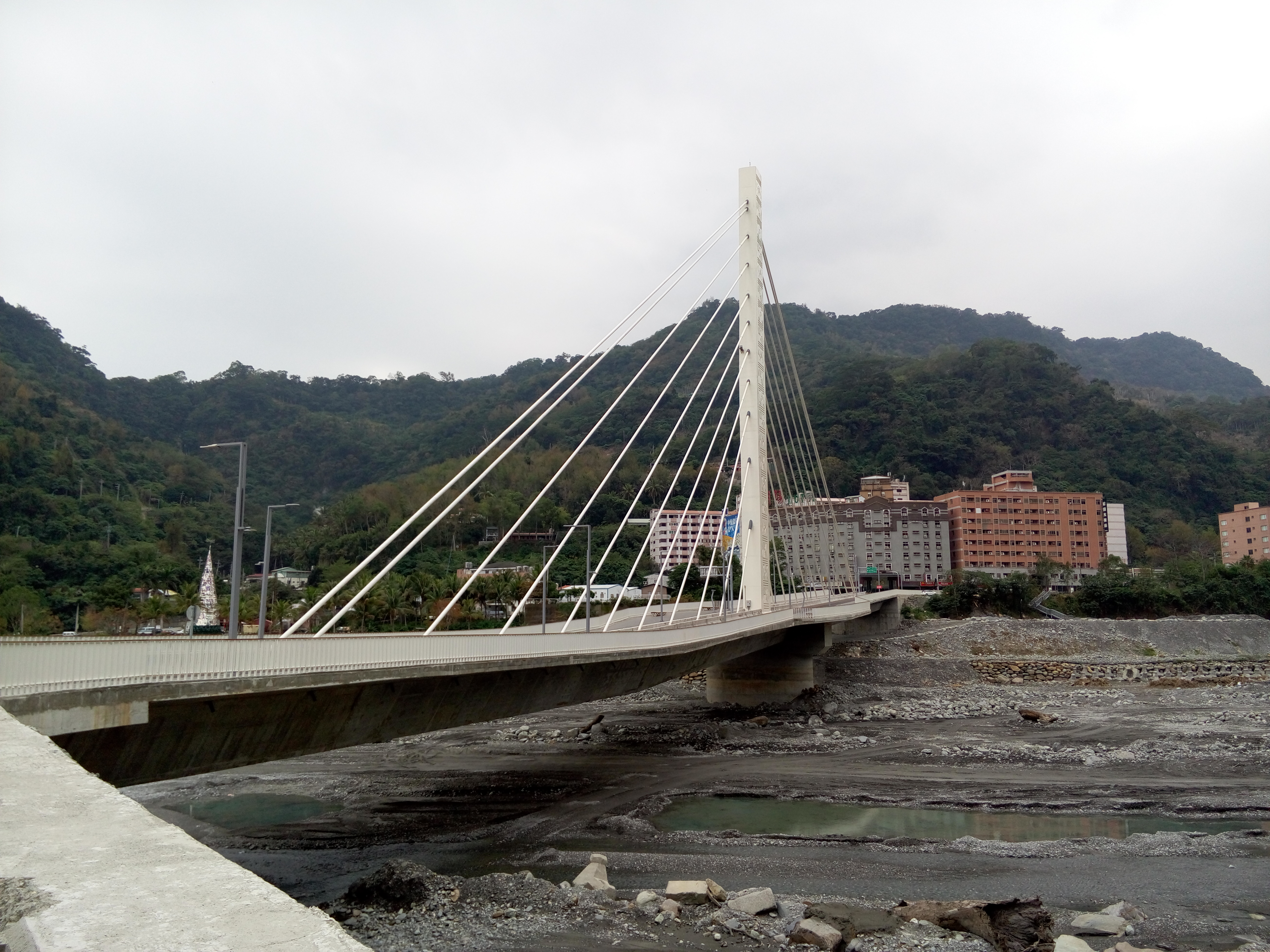
勇男橋右側
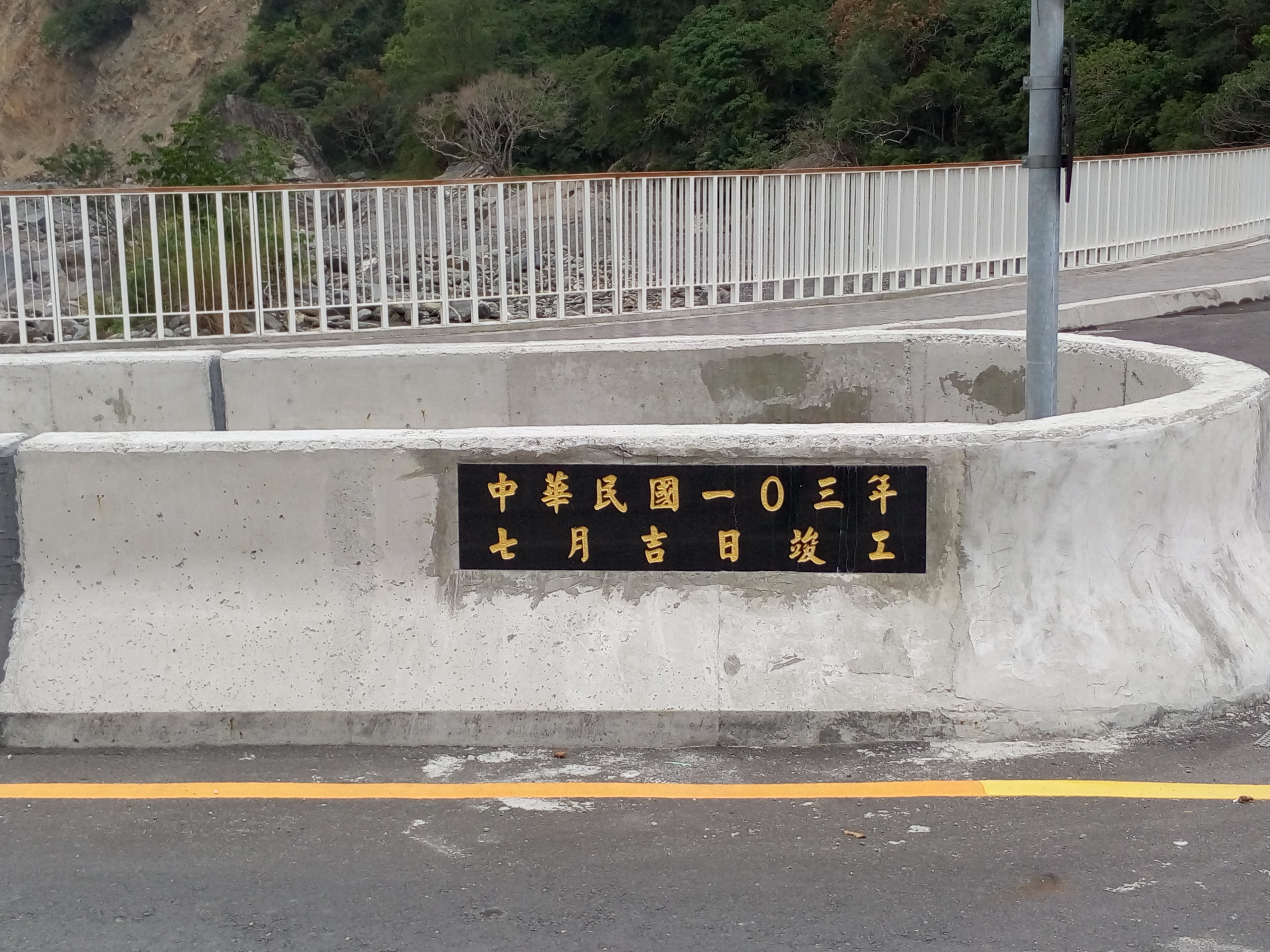
勇男橋左橋牌
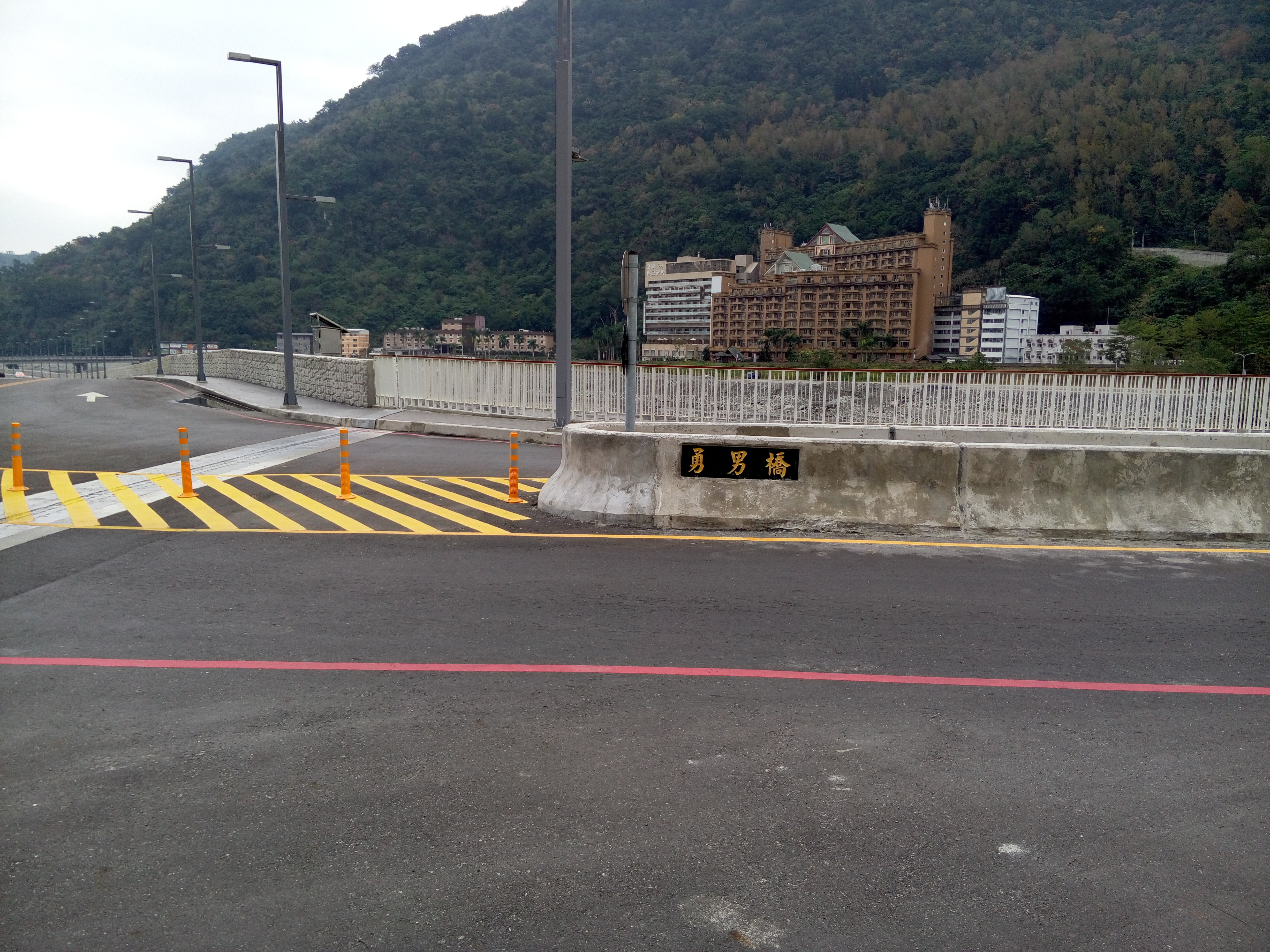
勇男橋右橋牌
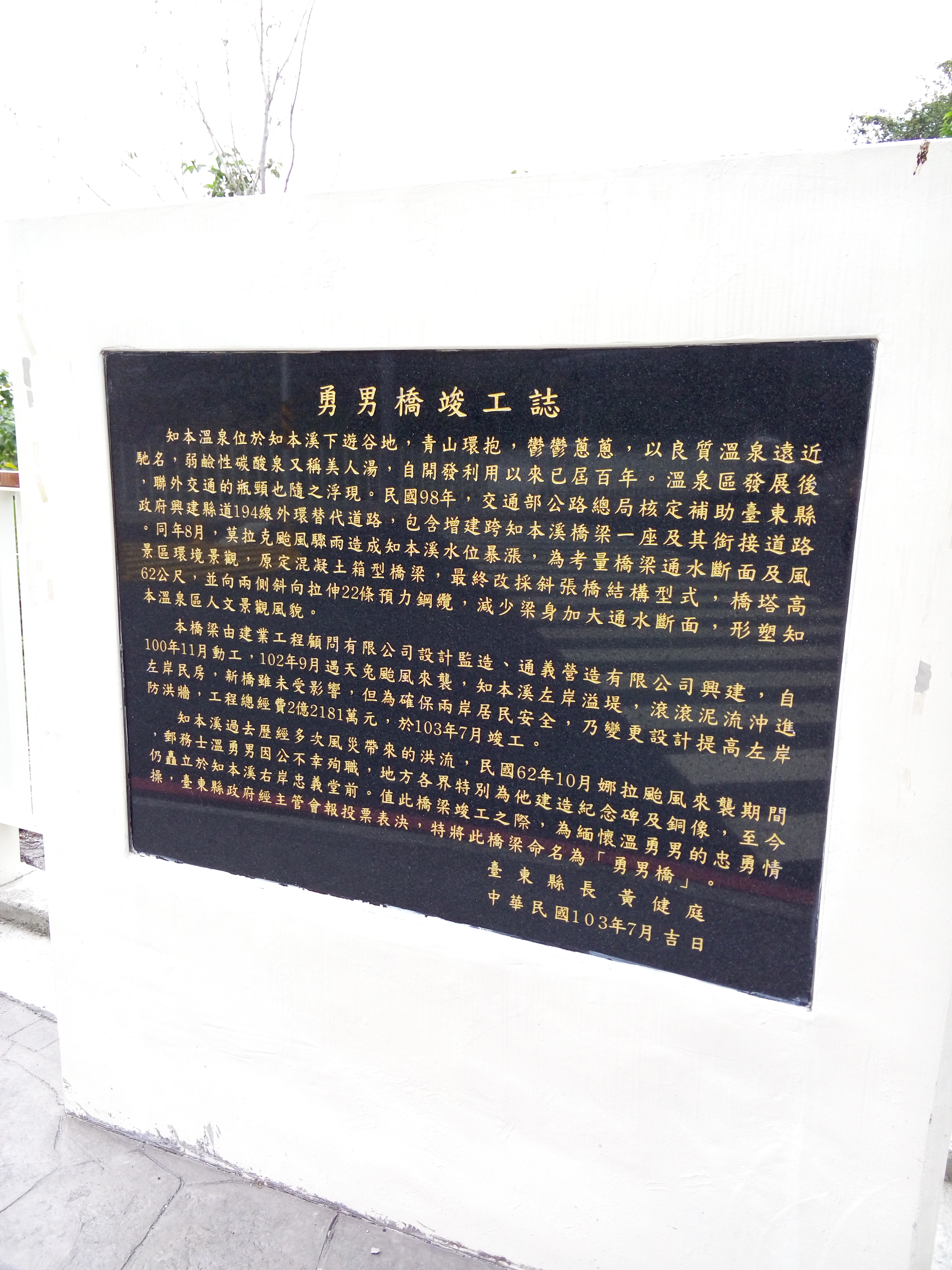
勇男橋竣工暨溫勇男紀念碑
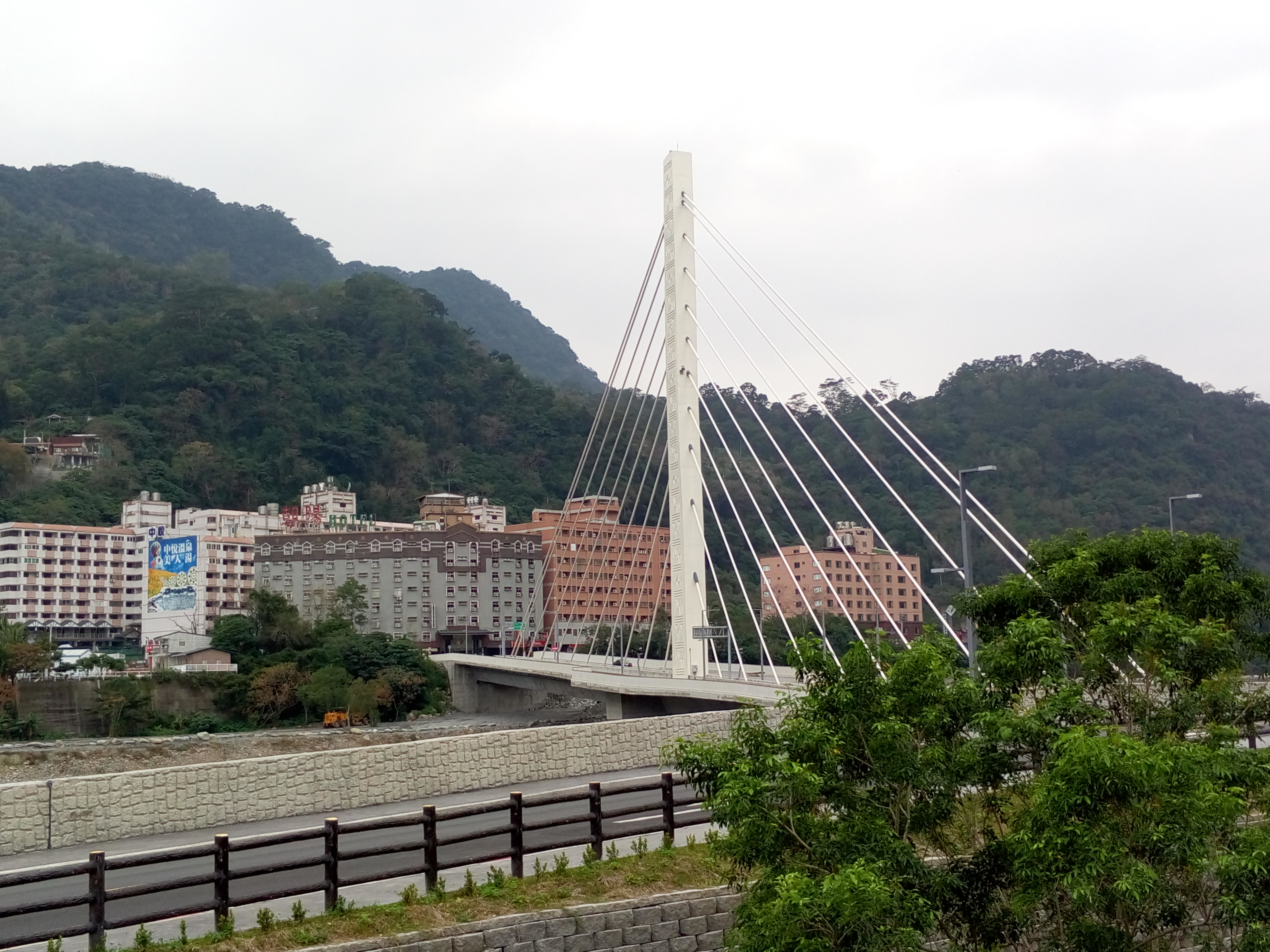
勇男橋遠景

## 諸元
勇男橋的橋身結構採斜張橋方式，全長230公尺，跨距121公尺、橋塔高62公尺，並向兩側斜向拉伸22條預力鋼纜。最初設計方案原定為混凝土箱型橋梁，最終改採斜張橋結構型式，以減少梁身加大知本溪通水斷面，並將成為知本溫泉區景觀風貌新地標。

## 資料來源
1. 1 2  . 2014-07  [2014-07]. （原始内容存档于2014-10-09）.
2. ↑  . 2014-07  [2014-07]. （原始内容存档于2016-03-04）.
3. 1 2  . 2014-07  [2014-07]. （原始内容存档于2019-09-29）.
4. ↑  . 2014-07  [2014-07].[永久]
5. ↑  . 2014-07  [2014-07]. （原始内容存档于2019-10-21）.